# Pietraszewicze (obwód grodzieński)
Pietraszewicze – część wsi Liszki, w obwodzie grodzieńskim, w rejonie brzostowickim, w sielsowiecie Koniuchy.

## Historia
Dawniej samodzielna miejscowość. W czasach zaborów w granicach Imperium Rosyjskiego, w guberni grodzieńskiej, w powiecie grodzieńskim.
Karol Józef de Virion w XVIII wieku nabył Pietraszwicze od Tadeusza Jundziłła h. Łabędź, generała wojsk litewskich.
W latach 1921–1939 wieś leżała w Polsce, w województwie białostockim, w powiecie grodzieńskim, w gminie Krynka.
Według Powszechnego Spisu Ludności z 1921 roku zamieszkiwało tu 113 osób, 2 były wyznania rzymskokatolickiego a 111 prawosławnego. Jednocześnie 69 mieszkańców zadeklarowało polską przynależność narodową a 44 białoruską. Było tu 28 budynków mieszkalnych.
Miejscowość należała do parafii prawosławnej w Sokułce. Podlegała pod Sąd Grodzki w Krynkach i Okręgowy w Grodnie; właściwy urząd pocztowy mieścił się w Krynkach.
W wyniku napaści ZSRR na Polskę we wrześniu 1939 miejscowość znalazła się pod okupacją sowiecką. 2 listopada została włączona do Białoruskiej SRR. 4 grudnia 1939 włączona do nowo utworzonego obwodu białostockiego. Od czerwca 1941 roku pod okupacją niemiecką. 22 lipca 1941 r. włączona w skład okręgu białostockiego III Rzeszy. W 1944 miejscowość została ponownie zajęta przez wojska sowieckie i włączona do obwodu grodzieńskiego Białoruskiej SRR.
Od 1991 w składzie niepodległej Białorusi.